# IC 2860
IC 2860 ist eine elliptische Galaxie vom Hubble-Typ E im Sternbild Löwe an der Ekliptik. Sie ist schätzungsweise 1205 Millionen Lichtjahre von der Milchstraße entfernt.
Das Objekt wurde am 27. März 1906 vom deutschen Astronomen Max Wolf entdeckt.